# The Distance (Taylor Hicks)
The Distance è il secondo album del cantante statunitense Taylor Hicks, vincitore della quinta edizione di American Idol. L'album è stato pubblicato il 10 marzo 2009 dalla Modern Whomp Records, l'etichetta fondata da Hicks.

## Tracce
1. The Distance
2. What's Right Is Right
3. New Found Freedom
4. Nineteen
5. Once Upon A Lover of Mine
6. Seven Mile Breakdown
7. Maybe You Should
8. Keepin It Real
9. I Live on A Battlefield
10. Wedding Day Blues
11. Woman's Got To Have It

Bonus tracks
1. Yes We Can
2. Hide Nor Hair
3. Indiscriminate Act of Kindness